# Last Summer
Last Summer (br O Último Verão) é um filme americano de 1969, de gênero drama, dirigido por Frank Perry e baseado no romance de mesmo título de Evan Hunter. O filme é estrelado por Catherine Burns (indicada por este papel ao Óscar de melhor atriz coadjuvante), Barbara Hershey, Bruce Davison e Richard Thomas.